# Бэр (дворянский род)
Бэр (нем. Bär Edler von Huthorn) — немецкий дворянский род.

## Происхождение и история рода
Происходил из Вестфалии (епископство Оснабрюк). Родоначальник — Генрих Бэр (1688—1751) — служил в шведской, затем в польской армии, поселился в Прибалтике, в 1749 году возведён в дворянское достоинство Священной Римской империи. Его сыновья от брака с А. М. фон Вальдек (1692—1731) — Генрих Иоганн Бэр (1723—1776) и Андреас Магнус Бэр (ок. 1727 — 1787) — внесены в эстляндский матрикул.
Сын первого — Магнус Иоганн Бэр (1765—1825), эстляндский губернский предводитель дворянства — был женат на своей двоюродной сестре Юлиане фон Бэр. Один из их сыновей — К. М. Бэр. Сын последнего — Вольдемар Магнус Бэр (1866—1898) — врач, доктор медицины. Внук К. М. Бэра — Георг Адольф Констатин Бэр (1896—1918) — окончил Юрьевский университет, врач, доктор философии. После революции 1917 года почти все представители рода выехали в Германию.